# John Swift
John David Swift (Portsmouth, 23 giugno 1995) è un calciatore inglese, centrocampista del Portsmouth.

## Carriera

### Club
Ha giocato nella prima e nella seconda divisione inglese.

### Nazionale
Ha giocato nelle nazionali giovanili inglesi Under-16, Under-17, Under-18, Under-19 ed Under-20.
Ha partecipato agli Europei Under-21 del 2017.

## Statistiche

### Presenze e reti nei club
Statistiche aggiornate al 26 novembre 2024.
| Stagione                    | Squadra                     | Campionato                  | Campionato | Campionato | Coppe nazionali | Coppe nazionali | Coppe nazionali | Coppe continentali | Coppe continentali | Coppe continentali | Altre coppe | Altre coppe | Altre coppe | Totale | Totale |
| Stagione                    | Squadra                     | Comp                        | Pres       | Reti       | Comp            | Pres            | Reti            | Comp               | Pres               | Reti               | Comp        | Pres        | Reti        | Pres   | Reti   |
| --------------------------- | --------------------------- | --------------------------- | ---------- | ---------- | --------------- | --------------- | --------------- | ------------------ | ------------------ | ------------------ | ----------- | ----------- | ----------- | ------ | ------ |
| 2013-2014                   | Chelsea                     | PL                          | 1          | 0          | FACup+CdL       | -               | -               | UCL                | -                  | -                  | SU          | -           | -           | 1      | 0      |
| ago.-nov. 2014              | Rotherham Utd               | FLC                         | 3          | 0          | FACup+CdL       | 0+1             | 0+0             | -                  | -                  | -                  | -           | -           | -           | 4      | 0      |
| gen.-giu. 2015              | Swindon Town                | FL1                         | 18+1       | 2          | FACup+CdL       | -               | -               | -                  | -                  | -                  | FLT         | -           | -           | 19     | 2      |
| 2015-2016                   | Brentford                   | FLC                         | 27         | 7          | FACup+CdL       | 1+0             | 0+0             | -                  | -                  | -                  | -           | -           | -           | 28     | 7      |
| 2016-2017                   | Reading                     | FLC                         | 36+3       | 8          | FACup+CdL       | 1+2             | 0+1             | -                  | -                  | -                  | -           | -           | -           | 42     | 9      |
| 2017-2018                   | Reading                     | FLC                         | 24         | 2          | FACup+CdL       | 1+1             | 0+0             | -                  | -                  | -                  | -           | -           | -           | 26     | 2      |
| 2018-2019                   | Reading                     | FLC                         | 34         | 4          | FACup+CdL       | 1+2             | 0+1             | -                  | -                  | -                  | -           | -           | -           | 37     | 5      |
| 2019-2020                   | Reading                     | FLC                         | 41         | 6          | FACup+CdL       | 2+2             | 0+0             |                    | -                  | -                  | -           | -           | -           | 45     | 6      |
| 2020-2021                   | Reading                     | FLC                         | 14         | 1          | FACup+CdL       | -               | -               |                    | -                  | -                  | -           | -           | -           | 14     | 1      |
| 2021-2022                   | Reading                     | FLC                         | 38         | 11         | FACup+CdL       | -               | -               |                    | -                  | -                  | -           | -           | -           | 38     | 11     |
| Totale Reading              | Totale Reading              | Totale Reading              | 187+3      | 32         |                 | 12              | 2               |                    | -                  | -                  |             | -           | -           | 202    | 34     |
| 2022-2023                   | West Bromwich               | FLC                         | 45         | 6          | FACup+CdL       | 1+2             | 1+0             | -                  | -                  | -                  | -           | -           | -           | 48     | 7      |
| 2023-2024                   | West Bromwich               | FLC                         | 37+2       | 9          | FACup+CdL       | 1+1             | 0+0             | -                  | -                  | -                  | -           | -           | -           | 41     | 9      |
| 2024-2025                   | West Bromwich               | FLC                         | 16         | 0          | FACup+CdL       | -               | -               | -                  | -                  | -                  | -           | -           | -           | 16     | 0      |
| Totale West Bromwich Albion | Totale West Bromwich Albion | Totale West Bromwich Albion | 98+2       | 15         |                 | 5               | 1               |                    | -                  | -                  |             | -           | -           | 105    | 16     |
| Totale carriera             | Totale carriera             | Totale carriera             | 334+6      | 56         |                 | 19              | 3               |                    | -                  | -                  |             | -           | -           | 359    | 59     |

## Palmarès

### Club

#### Competizioni giovanili
- FA Youth Cup: 1

Chelsea: 2013-2016